# TsSKB-Progress

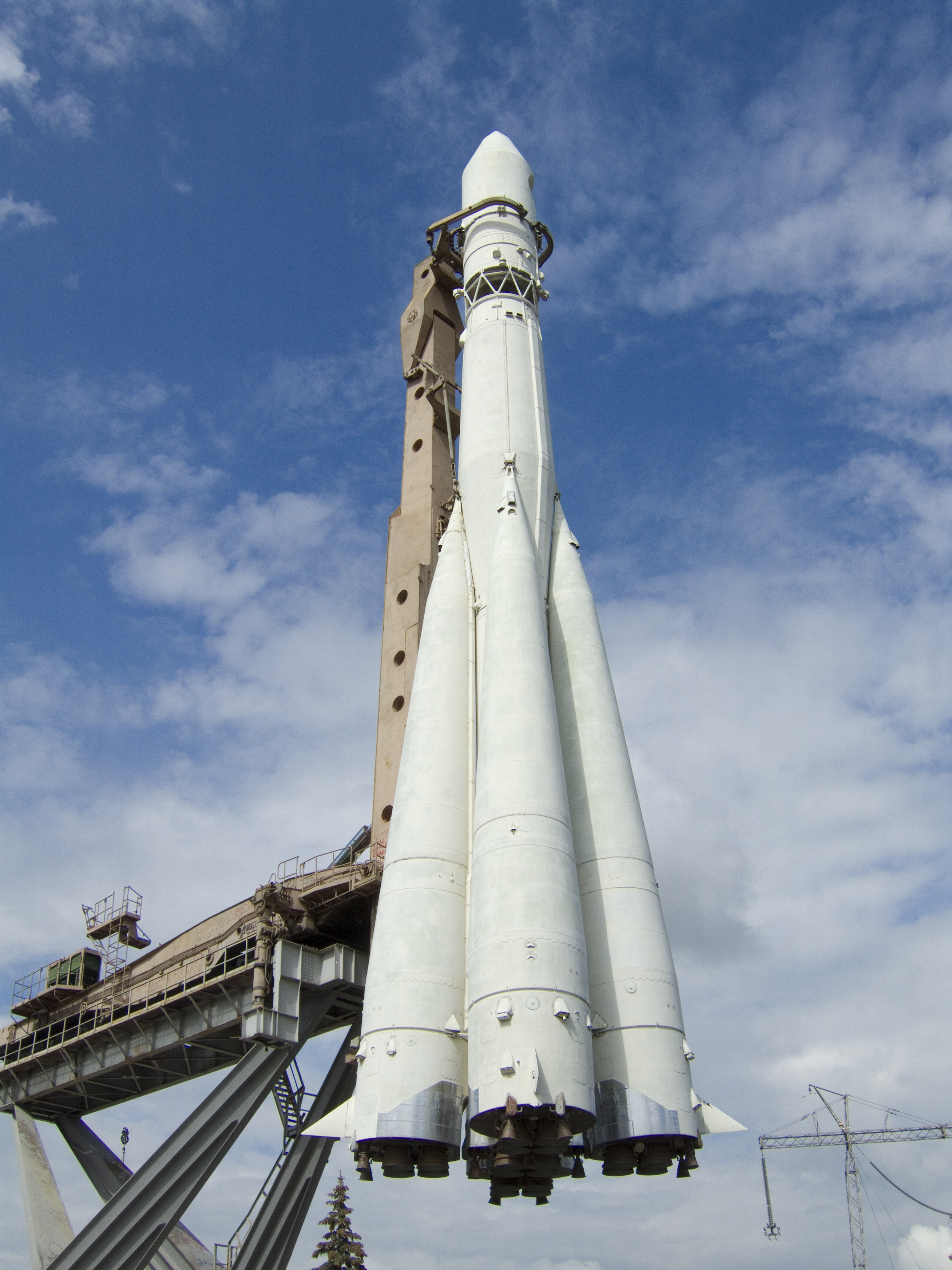
Cohete semyorka R7

El Centro Espacial de Cohetes Progress (en ruso, РКЦ „Прогресс“, RKTs «Progress»), anteriormente Centro Espacial de Investigación Estatal y Producción Progress (ЦСКБ-Прогресс, TsSKB-Progress), es una "Empresa Unitaria del Estado Federal" ruso bajo la jurisdicción de Roscosmos, la Agencia Espacial de la Federación Rusa responsable de la ciencia espacial y la investigación aeroespacial. Aparte de otras actividades, TsSKB-Progress es responsable del desarrollo y manufactura de las series de lanzadores espaciales Soyuz FG usados para los lanzamientos de vuelos espaciales tripulados, y de las series Soyuz-U usadas para lanzamientos de naves robóticas. La comercialización de estos vehículos de lanzamiento está a cargo de Starsem.